# Dama di compagnia

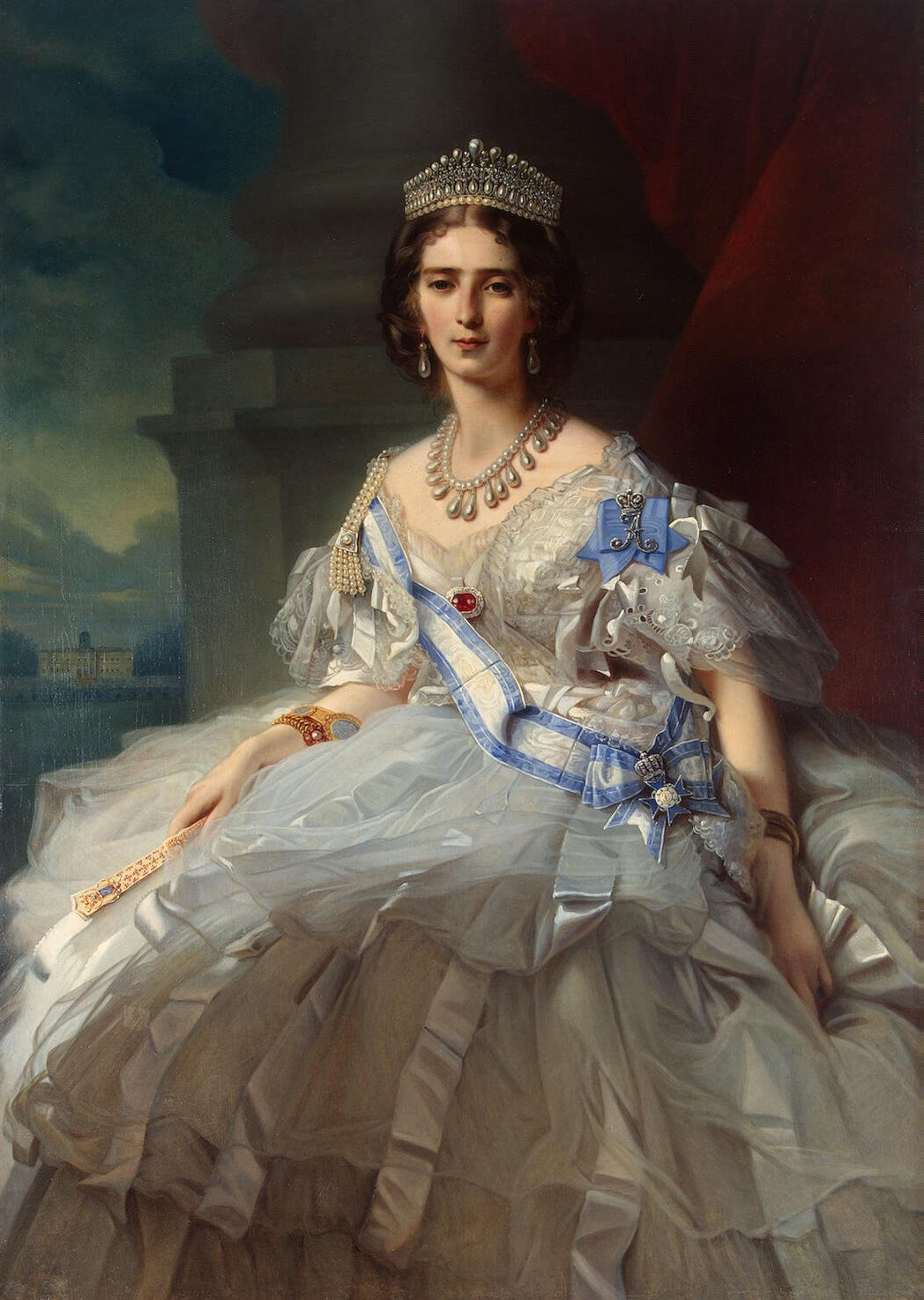
La principessa Tat'jana Aleksandrovna Ribaupierre, una dama di compagnia della corte imperiale di Russia

Una dama di compagnia alla corte di una famiglia nobile è un'assistente personale femminile di un'imperatrice, una regina, una principessa o un'altra nobildonna di rango superiore alla dama di compagnia.
Una dama di compagnia è spesso una nobildonna di rango inferiore, e i suoi compiti, ben distinti da quelli della servitù, variano da corte a corte. In alcuni paesi esisteva un ruolo simile, assegnato a ragazze di giovane età, che venivano chiamate damigelle.

## Storia
In Europa, lo sviluppo del ruolo di dama di compagnia è collegato a quello dello sviluppo di una corte reale. Durante l'Impero carolingio, nel IX secolo, Incmaro descrive la famiglia reale di Carlo il Calvo nel De Ordine Palatii, dell'882, in cui afferma che i funzionari di corte prendevano ordini dalla regina così come dal re. Si presume che le regine merovingie avessero i loro servitori personali e nel IX secolo è confermato che le regine carolingie avevano un seguito di guardie della nobiltà come segno della loro dignità e si afferma che alcuni funzionari appartenevano alla regina piuttosto che al re.
Verso la fine del XII secolo, è confermato che le regine di Francia avevano un proprio entourage e le nobildonne sono menzionate come dame di compagnia. Durante il Medioevo, tuttavia, l'entourage di una regina consorte europea era normalmente piccolo e il numero di dame di compagnia effettivamente impiegate, piuttosto che mogli di nobili che accompagnavano i loro mariti a corte, era molto piccolo: nel 1286, la regina di Francia aveva solo cinque dame di compagnia al suo servizio e solo nel 1316 il suo entourage fu separato da quello dei bambini reali.
Il ruolo delle dame di compagnia in Europa cambiò radicalmente durante l'età del Rinascimento, quando una nuova vita di corte cerimoniale, in cui le donne svolgevano un ruolo significativo, si sviluppò come rappresentazione del potere nelle corti d'Italia e si diffuse in Borgogna, dalla Borgogna alla Francia e al resto delle corti d'Europa. La corte del Ducato di Borgogna era la più elaborata in Europa nel XV secolo e divenne un esempio per la Francia quando la corte reale francese si espanse alla fine del XV secolo e introdusse nuovi uffici sia per gli uomini che per le donne per essere in grado di rispondere al nuovo ideale rinascimentale.
Da una piccola cerchia di Femmes sposate e Filles nubili, con un posto relativamente umile sullo sfondo durante il Medioevo, il numero di dame di compagnia francesi fu rapidamente ampliato, diviso in una gerarchia avanzata con diversi uffici e dato loro un ruolo importante e pubblico da svolgere nella nuova vita cerimoniale di corte nella Francia dei primi anni del XVI secolo. Questo esempio fu seguito da altre corti in Europa, quando le corti si espansero e divennero più cerimoniali durante il XVI secolo, e gli uffici, il numero e la visibilità delle donne si ampliarono all'inizio dell'Età moderna.
Tuttavia, tra la fine del XIX secolo e l'inizio del XX secolo, la maggior parte delle corti europee iniziò a ridurre il proprio entourage, spesso a causa di nuove circostanze economiche e politiche che rendevano più discutibile la rappresentanza delle corti.

## Doveri
I doveri delle dame di compagnia variavano da corte a corte, ma le funzioni storicamente svolte dalle dame di compagnia includevano la competenza nell'etichetta, nelle lingue, nei balli, nell'equitazione, nella musica e nella pittura prevalenti a corte, tenere la sovrana informata sulle attività e sui personaggi di corte, prendersi cura delle stanze e del guardaroba della sovrana, compiti di segreteria, supervisione dei servi, del bilancio e degli acquisti, leggere la corrispondenza alla sovrana e scrivere per suo conto e trasmettere discretamente messaggi su comando.

## Tipi di dame di compagnia
Storicamente sono esistiti numerosi ruoli riconducibili al concetto generale di "dama di compagnia", dei quali solo pochi sopravvivono ancora in alcuni paesi. La terminologia dipende sia dal paese che dall'epoca storica.

### Austria
Il modello di corte del Ducato di Borgogna, così come il modello di corte spagnolo, finirono per influenzare l'organizzazione della corte imperiale austriaca durante il XVI secolo, quando i Paesi Bassi borgognoni, la Spagna e l'Austria furono uniti attraverso la Casa d'Asburgo. All'inizio e a metà del XVI secolo, le cortigiane tenute dalle donne Asburgo nei Paesi Bassi e in Austria erano composte da una Hofmesterees (prima dama di corte) o Dame d'honneur che fungeva da dama di compagnia principale; una Hofdame o Mere de Filles, che era la seconda in grado e vice delle Hofmesterees, oltre ad essere responsabile delle Eredames (damigelle d'onore), note anche come Demoiselle d'honneur, Fille d'honneur o Junckfrauen a seconda della lingua (rispettivamente olandese, francese e tedesco austriaco), e infine le Kamenisters (cameriere di camera). Tuttavia, durante il regno di Maria Teresa d'Austria, imperatrice del Sacro Romano Impero a metà del XVI secolo, la corte dell'imperatrice fu organizzata secondo il modello di corte spagnolo e, dopo che lasciò l'Austria, non ci fu più alcuna famiglia di un'imperatrice fino al 1610. Ciò determinò un miscuglio di usanze borgognone e spagnole quando fu creato il modello di corte austriaco.
Nel 1619, venne finalmente istituita un'organizzazione fissa per la corte imperiale austriaca, che divenne l'organizzazione caratteristica della corte austro-asburgica mantenuta grosso modo da questo punto in poi. Il primo grado delle cortigiane era l'Obersthofmeisterin (Mistress of the Robes), che era la seconda in grado dopo l'imperatrice stessa, e responsabile di tutte le cortigiane. Il secondo grado apparteneva alle Ayas, essenzialmente governanti dei bambini imperiali e capi della corte dei bambini. Il terzo grado era la Fräuleinhofmeisterin, che sostituiva l'Obersthofmeisterin quando necessario, ma altrimenti aveva la responsabilità delle cortigiane nubili, della loro condotta e del loro servizio. Il resto delle cortigiane nobili era costituito dalle Hoffräulein (damigella d'onore), donne nubili della nobiltà che normalmente prestavano servizio temporaneamente fino al matrimonio. La Hoffräulein poteva talvolta essere promossa a Kammerfräulein (damigella d'onore della camera). Il modello di corte austriaco era il modello di riferimento per le corti principesche in Germania. Il modello di corte tedesco a sua volta divenne il modello di riferimento per le prime corti scandinave moderne di Danimarca e Svezia.

### Belgio
Il Regno del Belgio fu fondato nel 1830, dopo di che fu fondata una corte reale e furono nominate delle dame di compagnia per Luisa d'Orléans quando divenne la prima regina del Belgio nel 1832. Le donne titolari di cariche nella casa della regina furono create sul modello francese e composte da una Dame d'honneur, seguita da diverse dame di compagnia con il titolo di Dame du Palais, a loro volta di rango superiore alla Première femme de chambre e alla Femme de chambre.
Le dame di compagnia sono state storicamente scelte dalla regina stessa tra le nobildonne delle Case Nobiliari Cattoliche del Belgio. Le funzioni principali a corte erano svolte da membri dell'alta nobiltà, che comportavano molti contatti con le dame reali. Alle principesse belghe veniva assegnata una dama al loro diciottesimo compleanno. La principessa Clementina ricevette una dama dal padre, un riconoscimento simbolico dell'età adulta. Quando la regina intrattiene, le dame accolgono gli ospiti e aiutano la padrona di casa a sostenere la conversazione.

### Cambogia
In Cambogia, il termine dame di compagnia si riferisce alle domestiche di alto rango che servivano cibo e bevande, sventolavano e massaggiavano e talvolta fornivano servizi sessuali al re. Convenzionalmente, queste donne potevano farsi strada da serva a dame di compagnia, concubine o persino regine. Srey Snom (Khmer: ស្រីស្នំ ) è il termine cambogiano per la dama di compagnia Khmer.
Le sei dame di corte preferite del re Sisowath della Cambogia erano probabilmente inizialmente selezionate tra le file delle ballerine reali classiche della classe inferiore. Era noto per avere avuto la maggior parte delle ballerine classiche come concubine. La danzatrice celeste imperiale, Apsara, era una di queste. Questa pratica di selezione tra le file delle ballerine reali iniziò nell'Età dell'Oro del Regno Khmer.

### Canada
Diverse dame di compagnia canadesi sono state nominate anche nella Casa Reale del Canada. Le dame di compagnia canadesi sono solitamente nominate per assistere il monarca del Canada nello svolgimento di doveri ufficiali in Canada e nei tour reali nel paese. Cinque dame di compagnia canadesi sono state nominate Luogotenenti dell'Ordine Reale Vittoriano.

### Cina

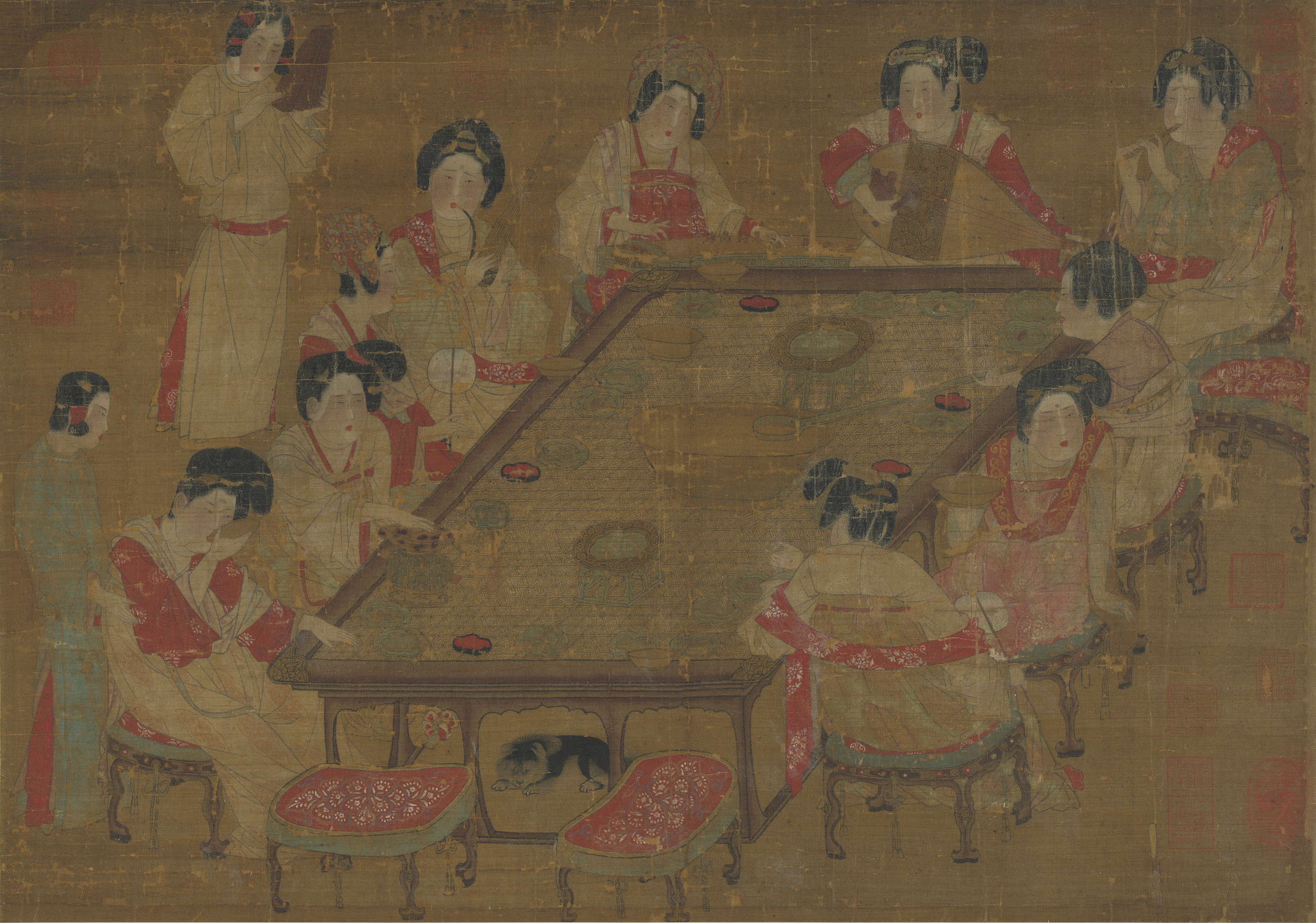
Le dame di corte della dinastia Tang nel dipinto "A Palace Concert"

#### Han
Le dame di compagnia in Cina, chiamate donne di palazzo, dame di palazzo o dame di corte, erano tutte formalmente, se non sempre nella pratica, parte dell'harem dell'imperatore, indipendentemente dal loro compito, e potevano essere promosse da lui al rango di concubina ufficiale, consorte o persino imperatrice.
Si dice che gli imperatori della dinastia Han (202 a.C.–220 d.C.) avessero un harem di migliaia di “donne di palazzo”, anche se il numero effettivo non è confermato.

#### Song
Almeno durante la dinastia Song (960–1279), le donne di palazzo erano divise in tre gruppi: le donne imperiali (composte da concubine e consorti), le figlie imperiali (composte da figlie e sorelle dell'imperatore) e le funzionarie e assistenti donne, che svolgevano un'ampia gamma di compiti e potevano potenzialmente essere promosse al rango di concubina o consorte.
Le donne provenienti dalle famiglie ufficiali dell'élite potevano essere scelte per diventare imperatrice, consorte o concubina immediatamente dopo il loro ingresso nel palazzo, ma l'imperatore poteva anche promuovere qualsiasi funzionaria di corte a quella carica, poiché erano ufficialmente tutte membri del suo harem.
Le funzionarie e le attendenti di corte erano normalmente selezionate da famiglie fidate e poi istruite per il loro compito.

#### Ming
Durante la dinastia Ming (1368–1644), le donne di palazzo erano suddivise più o meno nelle stesse tre categorie della dinastia Song. Tuttavia, le funzionarie e le assistenti della dinastia Ming erano organizzate in sei gruppi governativi stabiliti, chiamati Sei Uffici: l'Ufficio degli Affari Generali, l'Ufficio dell'Artigianato, l'Ufficio delle Cerimonie, l'Ufficio degli Appartamenti, l'Ufficio dell'Abbigliamento e l'Ufficio dei Prodotti Alimentari. Questi gruppi erano tutti supervisionati dall'Ufficio di Sorveglianza del Personale, guidato da una funzionaria donna.
Le lavoratrici del palazzo imperiale erano distinte in personale permanente o temporaneo.  Il personale permanente del palazzo includeva funzionarie istruite e alfabetizzate che prestavano servizio nei Sei Uffici e balie che si prendevano cura degli eredi imperiali o di altri bambini del palazzo. Queste donne ricevevano grande ricchezza e riconoscimento sociale se il loro lavoro veniva svolto bene. Le donne stagionali o temporanee del palazzo includevano ostetriche, medico donne e appaltatrici a contratto (di solito erano donne che prestavano servizio come cameriere per consorti, intrattenitrici, insegnanti di cucito o portatrici di portantina). Queste donne venivano reclutate nel palazzo quando necessario e poi rilasciate al termine del loro periodo di servizio prestabilito.
Durante la dinastia Ming, vi erano frequenti spostamenti tra l'industria dei servizi di palazzo e i livelli più bassi dell'harem imperiale. Sebbene gli imperatori selezionassero frequentemente consorti minori tra le donne al servizio dell'impero, poche donne selezionate raggiunsero mai i ranghi più alti della struttura delle consorti o ottennero un'importanza significativa.
Con il progredire della dinastia Ming, le condizioni di vita e di lavoro delle donne di palazzo iniziarono a deteriorarsi. Le donne di servizio di rango inferiore che lavoravano nel palazzo imperiale erano spesso sottopagate e non potevano comprare cibo, e dovevano sostenersi vendendo ricami al mercato fuori dal palazzo tramite eunuchi. Nel complesso, le condizioni di vita e le punizioni per la cattiva condotta alla fine peggiorarono così tanto che ci fu un tentativo di assassinio contro l'imperatore Jiajing da parte di un gruppo di donne di servizio. Guidato dalla cameriera di palazzo Yang Jinying nel 1542, il fallito tentativo di assassinio coinvolse diverse cameriere che si intrufolarono nella camera da letto dell'imperatore mentre dormiva, per strangolarlo con una corda di tenda. Il tentativo alla fine fallì e tutte le donne coinvolte furono messe a morte, sebbene questo tipo di rivolta violenta da parte delle donne di servizio non si fosse mai visto prima nella dinastia Ming.
A causa della propaganda letteraria diffamatoria scritta e diffusa da funzionari maschi e autori confuciani, anche le donne funzionarie di classe superiore videro il loro potere iniziare ad indebolirsi durante la dinastia Ming. Questi importanti uomini del governo iniziarono a disprezzare l'istruzione delle donne nei ruoli governativi e statali in risposta all'influenza che le donne imperiali avevano avuto sulla nazione in passato. Ciò spinse un graduale sorpasso dei ruoli ufficiali femminili da parte degli eunuchi di palazzo che continuò per tutto il resto della dinastia.

#### Qing
Il sistema delle donne di palazzo continuò per lo più invariato durante la dinastia Qing (1644–1912), quando esisteva una classe di donne imperiali che fungevano da consorti o concubine, che non avevano precedentemente ricoperto altri ruoli. Tuttavia, anche le donne di corte erano tutte disponibili per la promozione a concubinato o alla posizione di consorte da parte dell'imperatore. Durante la dinastia Qing, le donne imperiali venivano selezionate tra le figlie adolescenti delle famiglie di ufficiali manciù, che venivano arruolate per un'ispezione prima di potersi sposare.  Allo stesso modo, le cameriere di palazzo venivano arruolate dalle classi inferiori di ufficiali e di ufficiali prima di potersi sposare. Dopo la loro selezione, le cameriere di palazzo venivano istruite come assistenti personali delle consorti, funzionarie donne all'interno di rituali di corte o altri compiti, ed erano anche disponibili per l'imperatore per la promozione a consorte o concubina.  Al di sotto delle cameriere del palazzo c'erano le ancelle, che venivano selezionate allo stesso modo tramite una leva tra le figlie dei soldati.

### Corea
Gungnyeo (letteralmente "donne di palazzo") è un termine che si riferisce alle donne che lavoravano a palazzo e servivano il re e altri membri della famiglia reale. È l'abbreviazione di Gungjung Yeogwan, che si traduce in "donna ufficiale della corte reale".
Gungnyeo era composta dalle dame di compagnia, sia dame di corte di alto rango che cameriere ordinarie (note come nain) responsabili della maggior parte del lavoro, che erano divise in ranghi dal 9 al 5 (i ranghi dal 4 all'1 erano le concubine ufficiali del re), con due livelli ciascuno (senior e junior), il grado più alto raggiungibile era sanggung (senior 5°), così come altri tipi di donne lavoratrici che non erano incluse nella classificazione, come le musuri (donne della classe più bassa che facevano lavori saltuari, come attingere acqua e distribuire legna da ardere), gaksimi (note anche come bija e bangja, che erano le domestiche personali di un sanggung), sonnim (letteralmente tradotte come "ospiti", erano cameriere portate a palazzo per lavorare per le concubine reali, il più delle volte collegate alle famiglie delle concubine) e uinyeo (selezionate tra le schiave pubbliche, lavoravano presso l'infermeria reale o le cliniche pubbliche e praticavano semplici tecniche mediche).
In genere, le dame di compagnia venivano scelte tra le giovani ragazze dei sangmin (popolani) e le schiave private dei sadaebu(classe governante). In seguito, le candidate venivano scelte anche tra gli schiavi del governo, insieme alle figlie delle concubine dei nobili (che erano ex cortigiane o schiave). Il processo di nomina era diverso per le nain associate ai quartieri interni del re e della regina, che venivano reclutate dalle stesse dame di corte di alto rango, tramite raccomandazioni e conoscenze. Le nain per i dipartimenti con competenze specifiche come cucito e ricamo provenivano dagli jungin (classe media), con la classe più bassa di gungnyeo proveniente dai cheonmin (popolani volgari).
Potevano avere anche solo 4 anni quando entravano a palazzo e, dopo aver imparato il linguaggio e l'etichetta di corte, potevano essere elevati a nain. Quando avevano servito la corte per più di 15 anni, alla fine venivano promossi a ranghi superiori; tuttavia, erano idonei al rango di sanggung solo dopo un minimo di 35 anni di lavoro.
Le dame di compagnia potevano diventare concubine se il re le favoriva. Venivano elevate al rango più alto (senior 5°) e venivano chiamate seungeun sanggung (o 'dama di corte favorita/speciale'). Se davano alla luce un figlio maschio, diventavano membri della famiglia reale, dopo essere state promosse a sug-won (junior 4th) e fino al XVIII secolo potevano avanzare fino a diventare regine (l'esempio più notevole è Jang Ok-jeong, una concubina di Sukjong di Joseon e madre di Gyeongjong di Joseon).

### Danimarca
La corte danese moderna fu organizzata secondo il modello di corte tedesco, a sua volta ispirato dal modello di corte imperiale austriaca, dal XVI secolo in poi.  La cortigiana di rango più alto per una donna reale era la Hofmesterinde (prima dama di corte) o, dal 1694/98 in poi, la Overhofmesterinde (capo dama di corte), equivalente alla Mistress of the Robes, normalmente una vedova anziana, che supervisionava il resto delle dame di compagnia. Il resto delle cortigiane erano principalmente Kammerfrøken (Damigelle d'onore anziane), seguite da un gruppo di Hofdame (dama di corte) e dalle Hoffrøken (damigelle d'onore). Erano seguite dalle dipendenti di corte non nobili che non avevano il grado di dame di compagnia, come le cameriere.
Questa gerarchia rimase in vigore più o meno dal XVI secolo fino alla morte del re Cristiano IX di Danimarca nel 1906. Nel corso del XX secolo, la maggior parte di questi titoli divennero di uso comune e tutte le dame di compagnia della corte reale danese sono ora chiamate Hofdame (dama di corte).

### Francia

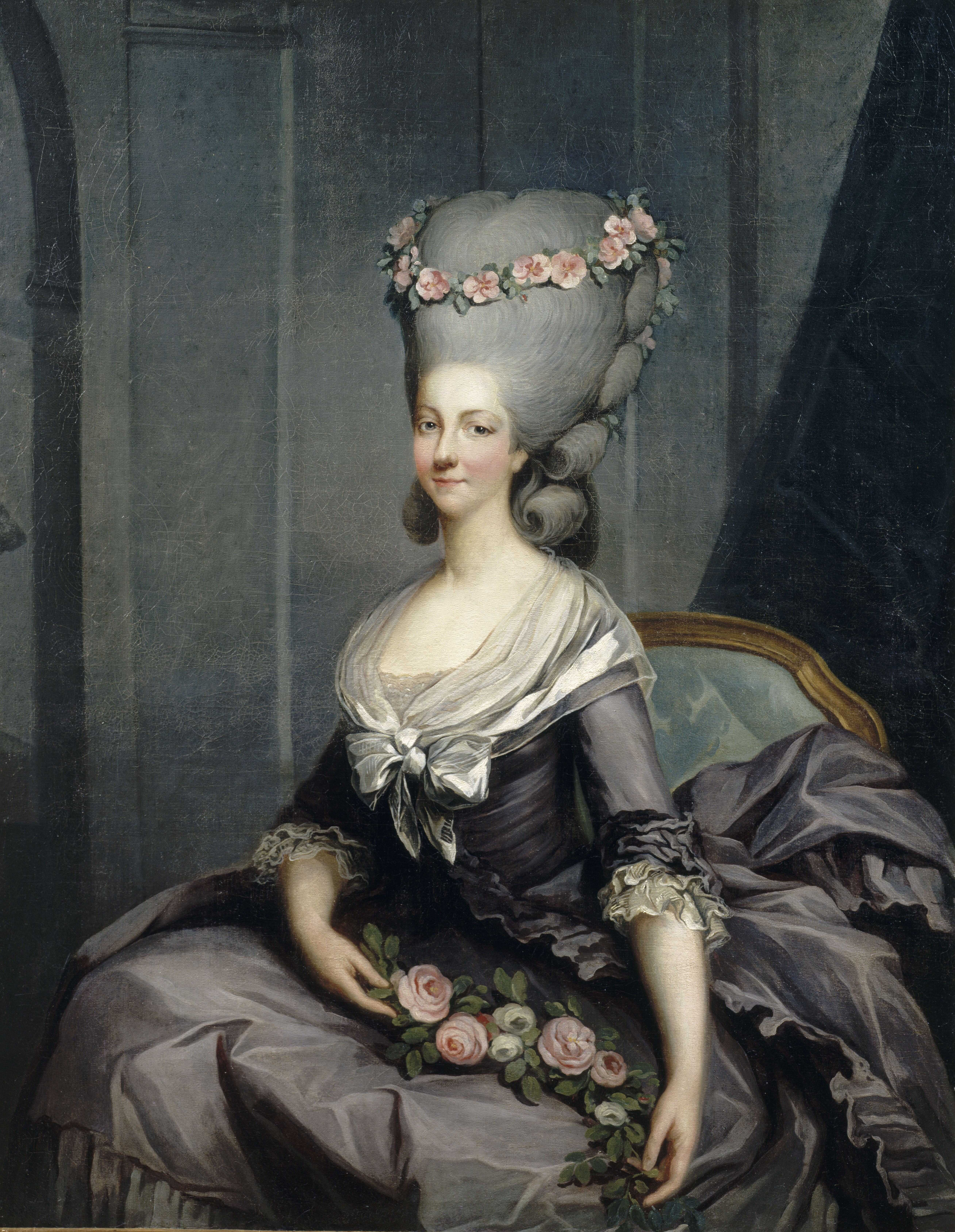
Maria Luisa di Savoia-Carignano, Principessa di Lamballe era la principale dama di compagnia della regina Maria Antonietta di Francia

È confermato che la regina di Francia avesse una famiglia separata alla fine del XII secolo, e un'ordinanza del 1286 nota che Giovanna I di Navarra, regina di Francia, aveva un gruppo di cinque dame (Dames) e damigelle (Damoiselles). Negli anni '80 del 1400, le dame di compagnia francesi erano divise in Femmes Mariées (dame di compagnia sposate) e Filles d'honneur (damigelle d'onore). Tuttavia, la famiglia della regina e il numero di cortigiane durante il Medioevo erano molto piccoli in Francia, come nella maggior parte delle corti europee. 
Fu solo alla fine del XV secolo e all'inizio del XVI secolo che l'emulazione delle nuove corti del Rinascimento italiano rese le dame di compagnia di moda nelle cerimonie ufficiali di corte e nella rappresentanza, e gli uffici femminili di corte divennero più sviluppati e numerosi nella corte francese così come in altre corti europee.  L'introduzione delle dame di compagnia aumentò in gran numero alla corte francese in questo periodo: da appena cinque nel 1286 e ancora solo 23 nel 1490, a 39 nel 1498 e circa 54 durante il XVI secolo. Questa espansione della presenza femminile a corte è stata attribuita sia ad Anna di Bretagna, che incoraggiò tutti i cortigiani maschi a mandarle le loro figlie, sia a Francesco I di Francia, che fu criticato per aver portato a corte "la presenza costante" di grandi folle di donne, che spettegolavano e interferivano negli affari di stato. Francesco I una volta disse: "una corte senza dame è una corte senza corte".
- La prima cortigiana di rango nella corte reale francese era la Surintendante de la Maison de la Reine (Mistress of the Robes) della regina. La Surintendante e la Governante dei figli di Francia erano le uniche donne titolari di cariche in Francia a prestare giuramento di fedeltà al re stesso. Questa carica fu creata nel 1619, e fu vacante dalla morte di Maria Anna di Borbone, nel 1741, fino alla nomina di Maria Teresa Luisa di Savoia-Carignano, Principessa di Lamballe, nel 1775.
- Il secondo grado più alto era quello della Première dame d'honneur, che poteva fungere da sostituta della Surintendante e aveva più o meno gli stessi compiti, assumendo e supervisionando le cortigiane e la routine quotidiana e le spese della regina. Questa carica fu creata nel 1523 e originariamente era stata la più alta carica femminile di corte.
- Il terzo grado apparteneva alla Dame d'atour, che supervisionava formalmente il guardaroba e i gioielli della regina e la sua vestizione. Questa carica fu creata nel 1534.
- Il quarto grado era quello delle dame, dal 1523 denominate Dame d'honneur, composto da dame di compagnia il cui compito era semplicemente quello di servire come compagne e di assistere e partecipare alle funzioni di corte. La posizione fu abolita nel 1674 e sostituita dalla Dame du palais, 12 nobildonne sposate con gli stessi compiti.
- Il quinto grado era quello delle Filles d'honneur o Demoiselles d'honneur (damigelle d'onore), figlie nubili della nobiltà, che avevano gli stessi compiti delle dame, ma venivano principalmente mandate a corte per imparare l'etichetta e cercare una sposa. Erano supervisionate dalla Gouvernante e dalla Sous-gouvernante. Le Filles furono dal 1531 supervisionate dalla Gouvernante de Filles, una dama di compagnia che aveva il compito di accompagnarle: questo incarico fu diviso in più figure dal 1547 in poi. La posizione delle Filles d'honneur fu abolita nel 1674.
- Il sesto grado era la Première femme de chambre, che a sua volta superava in grado le restanti Femme de Chambres e Lavandières. La Première femme de chambre aveva le chiavi delle stanze della regina e poteva raccomandarle o negarle udienze, il che in pratica rendeva la sua posizione molto potente a corte.

Durante il Primo Impero, la principale dama di compagnia dell'imperatrice era la Dame d'honneur, seguita da 20 a 36 Dames du Palais. Durante la Restaurazione borbonica, Maria Teresa di Francia restaurò la gerarchia di corte pre-rivoluzionaria. Durante il Secondo Impero, le cortigiane dell'imperatrice erano composte dal primo grado, Grand Maitresse, e dal secondo grado, Dame d'honneur, seguite da sei (in seguito dodici) Dames du Palais.

### Germania
Le imperatrici del Sacro Romano Impero avevano le loro dame di compagnia già dall'Alto Medioevo. Successivamente, la corte dell'imperatrice venne influenzata dal modello austriaco, che si estese pure alle corti principesche moderne in Germania. Tuttavia, fin dall'Alto Medioevo, questo modello di corte divideva le dame di compagnia in una dama di compagnia principale chiamata Oberhofmeisterin (una donna anziana vedova o sposata) che supervisionava le Hoffräulein (damigelle d'onore), di cui una o due potevano essere promosse al rango intermedio di Kammerfräulein (damigelle d'onore della camera). Le corti principesche tedesche a loro volta divennero il modello delle corti scandinave di Danimarca e Svezia nel XVI secolo.
Dopo la fine del Sacro Romano Impero tedesco nel 1806 e la fondazione di diversi regni minori in Germania, la carica di Staatsdame (Dame di compagnia sposate) fu introdotta in molte corti principesche e reali tedesche. Alla corte imperiale tedesca, le dame di compagnia erano composte da una Oberhofmeisterin responsabile di diverse Hofstaatsdamen o Palastdamen. 

### Giappone
In Giappone, gli uffici della corte imperiale erano normalmente riservati ai membri dell'aristocrazia di corte e le dame di compagnia o "attendenti di palazzo" erano comunemente membri istruiti della nobiltà.
Durante il periodo Heian (794–1185) le donne potevano ricoprire cariche di corte di notevole responsabilità, gestendo gli affari dell'imperatore. Le attendenti di palazzo erano impiegate dall'Ufficio imperiale delle attendenti di palazzo tra l'aristocrazia di corte, ma era richiesto loro di avere un'istruzione sufficiente nei classici cinesi per essere accettate.
Durante il periodo Sengoku (1467–1603), il grado più alto di una dama di compagnia era quello di "Assistente femminile del Consigliere maggiore", che gestiva gli affari della vita quotidiana della Casa Imperiale. Il secondo grado era Koto No Naishi (Addetto al palazzo femminile), che fungeva da intermediario tra l'imperatore e coloro che cercavano udienza e ne esprimeva i desideri per iscritto. Le dame di compagnia fungevano da segretarie imperiali e annotavano gli eventi a corte, i visitatori e i doni nei diari ufficiali di corte.
A differenza della Cina, le donne di corte gestivano il palazzo dell'harem imperiale al posto degli eunuchi e potevano ricoprire alte cariche di corte nella casa personale dell'imperatore.
Le dame di compagnia erano divise in due classi, che a loro volta avevano diversi ranghi, che indicavano il loro compito.
La prima classe era composta dalle nyokan, o dame di compagnia che ricoprivano incarichi di corte: naishi-kami (shoji), naishi-suke (tenji) e naishi-no-jo (shoji). La seconda classe era composta dalle dame di compagnia: myobu, osashi, osue e nyoju.  Le dame di compagnia lavoravano come assistenti personali, occupandosi del guardaroba dell'imperatore, assistendolo nei bagni, servendo i pasti, eseguendo e partecipando ai rituali di corte. Le dame di compagnia potevano essere nominate concubine, consorti o persino imperatrici dall'imperatore o dall'erede al trono. La funzione di dama di compagnia come potenziale concubina fu abolita nel 1924.

### Grecia
Durante l'Impero bizantino, l'imperatrice bizantina era assistita da una corte femminile (la Sekreton Tōn Gynaikōn), che consisteva principalmente di mogli di alti funzionari maschi della corte, che usavano semplicemente le versioni femminili dei titoli dei loro mariti. L'unica dignità specificamente femminile era quella della Zoste patrikia, la principale dama di compagnia e attendente dell'imperatrice, che era a capo della corte femminile e spesso una parente dell'imperatrice; questo titolo esisteva almeno dal IX secolo.
Il Regno di Grecia fu fondato nel 1832 e la sua prima regina, Amalia di Oldenburg, organizzò le dame di compagnia della sua prima corte reale con una 'Grande Maitresse', seguita dal secondo grado 'Dame d'honneur' e dal terzo grado 'Dame de Palais'.

### Impero Ottomano
Nell'Impero Ottomano, il termine dama di compagnia o dama di corte è stato spesso utilizzato per descrivere quelle donne dell'Harem imperiale che svolgevano la funzione di serve, segretarie e compagne delle consorti (concubine), figlie, sorelle e madri del Sultano Ottomano. Queste donne originariamente arrivavano all'Harem come schiave, catturate attraverso la tratta degli schiavi in Crimea, la tratta degli schiavi barbareschi e la tratta degli schiavi bianchi.
Quando entravano nell'Harem, veniva loro assegnata la posizione di Cariye ed erano tutte formalmente disponibili come concubine del Sultano, ma se non venivano scelte per condividere il suo letto, prestavano servizio in una posizione simile a quella di dama di compagnia, servendo la madre, le concubine, le sorelle e le figlie del Sultano.
Le dame di compagnia (schiave) dell'harem imperiale ottomano erano collettivamente note come kalfa, di rango diverso. Ogni reale e concubina reale aveva il proprio personale domestico di kalfa; un kalfa che fungeva da servitore del sultano stesso era intitolato Hünkar Kalfalari. Un Hazinedar o Hazinedar Usta era un kalfa con incarichi speciali piuttosto che un semplice attendente ordinario, ed era classificato sotto l'Hazinedar Usta. Tutti i kalfa appartenenti alla stessa famiglia all'interno della corte erano classificati sotto il loro Daire Kalfasi, che era il supervisore dei kalfa appartenenti a una specifica persona reale.
Tutti i Daire Kalfasi dell'harem erano classificati sotto il Büyük Kalfa, che a sua volta era il supervisore di tutti i Daire Kalfasi della corte. Il kalfa di grado più alto era il Saray Ustas, che supervisionava tutti i kalfa dell'intera corte (harem).

### Italia

#### Napoli e le Due Sicilie
Prima dell'unificazione, il più grande degli Stati italiani era il Regno di Napoli, in seguito chiamato Regno delle Due Sicilie. Nel 1842, le dame di compagnia della regina delle Due Sicilie erano composte da una Dama di Onore (di rango appena inferiore al Cavaliere di Onore), tre Dame di Compagnia (di rango inferiore al Cavalerizzo) e un gran numero di Dame di Corte (dame di corte).

#### Regno d'Italia
Nel 1861, la penisola italiana fu unita al Regno d'Italia. Le dame di compagnia della regina d'Italia erano guidate dalla Dama d'Onore, seguita dalla Dame di Corte e infine dalla Dame di Palazzo. La Dama d'Onore era nominalmente la dama di compagnia principale, ma in pratica spesso limitava il suo servizio alle occasioni di stato; la Dame di Corte era la dama di compagnia regolare che si occupava personalmente della regina, mentre le Dame di Palazzo erano cortigiane onorarie addette ai palazzi reali in città particolari, come Firenze, Torino e così via, e prestavano servizio solo temporaneamente quando la regina visitava la città in questione: tra queste, solo la Dame di Palazzo addetta al palazzo reale della capitale Roma prestava servizio più che temporaneamente.

### Nigeria
In tempi storici, numerose tribù e aree culturali del continente africano, come il popolo Lobedu dell'Africa meridionale, avevano un'usanza simile a quella delle dame di compagnia.
Come ulteriore esempio, in certi stati precoloniali dei popoli Bini e Yoruba in Nigeria, le regine madri e le sacerdotesse erano considerate "ritualmente maschili" a causa della loro eminenza sociale. Come risultato di questo fatto, spesso venivano accudite da donne che appartenevano ai loro harem, più o meno nello stesso modo in cui le loro controparti maschili erano servite da donne che appartenevano ai loro. Sebbene queste donne funzionassero effettivamente come dame di compagnia, fossero spesso membri di potenti famiglie della nobiltà locale di diritto e non fossero solitamente utilizzate per scopi sessuali, erano comunque chiamate "mogli" dei loro principali.

### Norvegia
Durante l'unione danese-norvegese, dal 1380 al 1814, la corte reale danese di Copenaghen era considerata la corte reale norvegese, e quindi non c'era alcuna corte reale presente in Norvegia durante questo periodo. Durante l'unione tra Norvegia e Svezia dal 1814 al 1905, c'erano cortigiani norvegesi che prestavano servizio durante le visite della famiglia reale svedese in Norvegia. Le cortigiane venivano nominate secondo il modello di corte svedese, vale a dire la classe di Hovfröken (damigella d'onore), Kammarfröken (capo damigella d'onore) e Statsfru (Lady of the Bedchamber), tutte supervisionate dalla Overhoffmesterinne (Mistress of the Robes): questi incarichi furono nominati per la prima volta nel 1817. Quando l'unione tra Svezia e Norvegia fu sciolta nel 1905, fu istituita una corte reale norvegese permanente.

### Paesi Bassi
La corte del Ducato di Borgogna, che si trovava nei Paesi Bassi nel XV secolo, era famosa per la sua elaborata vita cerimoniale di corte e divenne un modello per molte altre corti d'Europa.  Il modello della corte borgognona divenne il modello per la corte imperiale austriaca durante il XVI secolo, quando i Paesi Bassi borgognoni e l'Austria furono uniti attraverso la dinastia degli Asburgo.
Nel XVI secolo, le dame di compagnia nelle corti dei governatori asburgici dei Paesi Bassi, Margherita d'Austria e Maria d'Ungheria, erano composte da una Hofmeesteres (Prima dama di corte) o Dame d'honneur che fungeva da dama di compagnia principale; una Hofdame o Mere de Filles, che era la seconda in grado e vice delle Hofmeesteres oltre ad essere responsabile delle Eredames (Damigelle d'onore), note anche come Demoiselle d'honneur, Fille d'honneur o Junckfrauen, e infine le Kameniersters (Cameriere di camera), tutte con titoli diversi a seconda della lingua nell'area multilingue dei Paesi Bassi.
Il Regno dei Paesi Bassi fu fondato nel 1815, a simboleggiare l'organizzazione di una corte reale. Nel XIX secolo, le dame di compagnia della corte olandese erano guidate dalle Grootmeesteres (Gran Maestra, equivalente a Mistress of the Robes), di secondo rango erano le Dames du Palais (dame di compagnia sposate), seguite dalle Hofdames di terzo rango (Dame di corte, equivalenti a damigelle d'onore).
Beatrice dei Paesi Bassi ebbe un totale di sette Hofdame. Accompagnavano la regina e le altre donne della Casa Reale durante le visite e i ricevimenti alla corte reale. Il monarca pagava le loro spese, ma non ricevevano alcuno stipendio. Non tutte queste donne appartenevano all'aristocrazia olandese, ma ognuna aveva un marito "nobile". Eccellente comportamento sociale e discrezione erano le raccomandazioni più importanti per diventare Hofdame. Nel 2012, le Hofdame erano Letje van Karnebeek-van Lede, Lieke Gaarlandt-van Voorst van Beest, Julie Jeekel-Thate, Miente Boellaard-Stheeman, Jonkvrouwe Reina de Blocq van Scheltinga, Elizabeth Baroness van Wassenaer-Mersmans e Bibi Baroness van Zuylen van Nijevelt, Jonkvrouwe den Beer Poortugael. La regina Maxima ridusse il numero degli Hofdame a tre, la sue erano: Lieke Gaarlandt-van Voorst van Beest, Pien van Karnebeek-Thijssen e Annemijn Crince le Roy-van Munster van Heuven. Dopo il loro pensionamento volontario, le Hofdame furono nominate membri della famiglia reale onoraria. La famiglia reale onoraria distingue ancora tra Dames du Palais e Hofdames, ma la categoria Dames du Palais è destinata ad essere soppressa.
La Grootmeesteres (prima dama di corte) è la dama di rango più alto della corte reale. Dal 1984 al 2014, l'incarico è stato ricoperto da Martine van Loon-Labouchere, discendente della famosa famiglia di banchieri, ex diplomatica e vedova di Jonkheer Maurits van Loon della famosa tenuta sui canali di Amsterdam. L'attuale Grootmeesteres è Bibi Contessa van Zuylen van Nijevelt-den Beer Poortugael (dama di compagnia tra il 2011 e il 2014).

### Polonia
Nella Polonia moderna, le dame di compagnia della regina erano chiamate collettivamente fraucimer. La famiglia della regina rispecchiava quella del re, ma era più piccola. I cortigiani maschi della regina erano supervisionati dall'Ochmistrz, un nobile, e le donne della sua corte erano supervisionate dalla dama di compagnia principale, l'Ochmistrzyni (magister curiae). L'Ochmistrzyni era definita come una carica statale ed era l'unica carica statale in Polonia prima della spartizione della Polonia che era ricoperta da una donna. Doveva sempre essere una nobildonna sposata con un nobile di rango senatorio. L'Ochmistrzyni supervisionava un gran numero di dame di compagnia nubili, damigelle d'onore. La corte della regina era una versione più grande delle corti delle nobildonne magnati polacche, ed era usanza nella nobiltà polacca mandare le loro figlie adolescenti ad essere educate come dame di compagnia nella casa di un'altra nobildonna o preferibilmente della regina stessa per ricevere un'istruzione e trovare qualcuno da sposare.

### Portogallo
La corte reale del Portogallo fu influenzata dal modello di corte spagnolo, dopo che il Portogallo ottenne l'indipendenza dalla Spagna e creò la propria corte reale nel 1640.
Il registro del tribunale del 1896 annotava la Camareira-mór come la più anziana di tutte le dame di compagnia della corte portoghese, seguita dalla Dama Camarista Mulher do mordomo mór de S. a Rainha e dalla Dama honoraria Mulher do mestre sala . Tutte e tre le posizioni erano a quella data occupate da una persona. Il quarto grado era la Dona camarista (ce n'erano cinque nel 1896), e il grado più basso di dame di compagnia era la Dona honoraira , di cui ce n'erano 21 nel 1896.

### Regno Unito

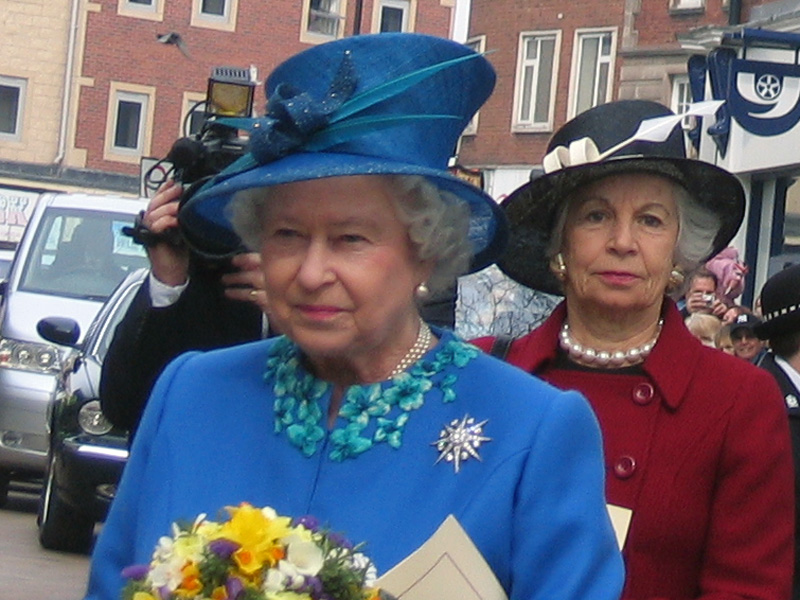
La contessa di Airlie (a destra), una Lady of the Bedchamber, accompagna la regina Elisabetta II come sua dama di compagnia (marzo 2005)

L'organizzazione delle dame di compagnia della regina fu stabilita nel periodo della corte Tudor. Le dame di compagnia erano guidate dalla Mistress of the Robes, seguita in ordine di grado dalla First Lady of the Bedchamber, che supervisionava il gruppo delle dame di camera (tipicamente mogli o vedove di pari di rango superiore a quello di conte), a sua volta seguito dal gruppo delle donne di camera (solitamente le figlie dei pari) e infine dal gruppo delle damigelle d'onore, il cui servizio dava loro diritto allo stile di The Honourable a vita. I doveri delle dame di compagnia alla corte dei Tudor erano di fungere da compagne per la regina, sia in pubblico che in privato. Dovevano accompagnarla ovunque andasse, intrattenerla con musica, danza o canto e vestirla, lavarla e aiutarla a usare il bagno, poiché una persona reale, secondo gli standard dell'epoca, non doveva fare nulla per sé stessa, ma doveva sempre essere servita in tutti i compiti quotidiani come segno del suo status. 
Nelle famiglie reali del Regno Unito moderno, una dama di compagnia è una donna che accompagna un membro femminile della famiglia reale. Le dame di compagnia sono di solito nominate dai membri femminili più giovani della famiglia reale, per accompagnarli negli impegni pubblici e fornire altro supporto e assistenza.
Nelle occasioni più formali le dame di compagnia indossano un distintivo d'ufficio, che di solito assume la forma di un monogramma smaltato o tempestato di gioielli del membro rilevante della famiglia reale sotto la corona o la coroncina appropriata, sospeso da un nastro colorato.
Prima dell'ascesa al trono di Carlo III, una donna che accompagnava una regina (siano esse regina regnante, regina consorte o regina vedova) era spesso chiamata anche dama di compagnia (anche negli avvisi ufficiali), sebbene più formalmente sarebbe stata chiamata Woman of the Bedchamber o Lady of the Bedchamber (a seconda di quale di questi incarichi ricopriva). La dama più anziana della famiglia di una regina era la Mistress of the Robes, che (oltre a essere presente lei stessa in alcune occasioni) era responsabile dell'organizzazione di tutti i doveri delle dame di compagnia della regina. Nel novembre 2022, è stato annunciato che la regina Camilla avrebbe posto fine alla tradizione di avere delle dame di compagnia. Invece, sarebbe stata aiutata dalle "compagne della regina". Il loro ruolo sarebbe stato informale e non sarebbero state coinvolte in compiti come rispondere alle lettere o sviluppare programmi. Fu inoltre annunciato che il re avrebbe mantenuto le dame di compagnia della defunta regina Elisabetta II, con i loro titoli cambiati in "Dame della famiglia". Esse aiuteranno a ospitare eventi a Buckingham Palace.

### Russia
Alla corte della Russia moscovita, gli uffici delle dame di compagnia della zarina erano normalmente divisi tra le boyarine (vedove o mogli dei boiardi), spesso provenienti dalla famiglia e dai parenti della zarina. Tutti gli uffici erano nominati con decreto reale. Il gruppo delle dame di compagnia era collettivamente al di sopra del rango delle svetlichnaya (le cucitrici della zarina), delle postelnitsy (le donne di camera e le lavandaie della zarina) e dei funzionari che gestivano gli affari del personale.
Nel 1722, questo sistema fu abolito e la corte imperiale russa fu riorganizzata in conformità con le riforme di Pietro il Grande per occidentalizzare la Russia, e i vecchi uffici di corte della zarina furono sostituiti con uffici di corte ispirati al modello tedesco.

### Spagna
La corte reale di Castiglia comprendeva un gruppo di dame di compagnia della regina chiamate Camarera alla fine del XIII secolo e all'inizio del XIV secolo, ma fu solo nel XV secolo che venne confermata un'organizzazione fissa delle dame di compagnia. 
Questa caratteristica organizzazione delle dame di compagnia spagnole, grosso modo stabilita durante il regno di Isabella I di Castiglia (r. 1474–1504), fu mantenuta da Isabella del Portogallo, imperatrice del Sacro Romano Impero e regina di Spagna, durante il XVI secolo, e divenne il modello standard della corte spagnola per le dame di compagnia.
- La cortigiana di rango più alto era la Camarera Mayor de Palacio (Mistress of the Robes). Questo ufficio è confermato a partire dal 1410.
- Il secondo rango era condiviso dalle Ayas (governante reale) e dalle Guardas (accompagnatrici).
- Il terzo grado era quello delle Dueñas de Honor, le dame di compagnia sposate, che erano responsabili non solo delle Damas o Meninas (damigelle d'onore) non sposate, ma anche delle schiave e delle nane, che erano classificate come cortigiane e avevano un rango superiore a quello delle Mozas (cameriere) e delle Lavanderas (lavandaie).

### Svezia
La corte svedese moderna, così come l'equivalente danese, furono riorganizzate all'inizio del XVI secolo secondo il modello di corte tedesco, a sua volta ispirato dal modello di corte imperiale austriaca. Questo modello organizzava approssimativamente le cortigiane nobili nella classe delle Hovfröken (damigella d'onore, fino al 1719 Hovjungfru) nubili che potevano essere promosse a Kammarfröken (Damigella d'onore principale, fino al 1719 Kammarjungfru).  Erano supervisionate dalla Hovmästarinna (Prima dama di corte, equivalente alla Mistress of the Robes), normalmente una nobildonna anziana sposata o vedova. Sotto questa classe di cortigiane nobili, c'erano le domestiche non nobili. Erano guidate dalla Kammarfru (Signora di Camera, più o meno equivalente alla cameriera di una signora), normalmente sposata, spesso di origine borghese, che supervisionava il gruppo delle Kammarpiga (cameriere di camera).
Dal regno della regina Cristina, la Hovmästarinna fu supervisionata dalla Överhovmästarinna (capo dama di corte). Nel 1774, fu introdotto il posto di Statsfru (Maestra di Stato), che era il titolo per il gruppo di dame di compagnia sposate con un grado tra la Hovmästarinna e la Kammarfröken.

## Dame di compagnia famose

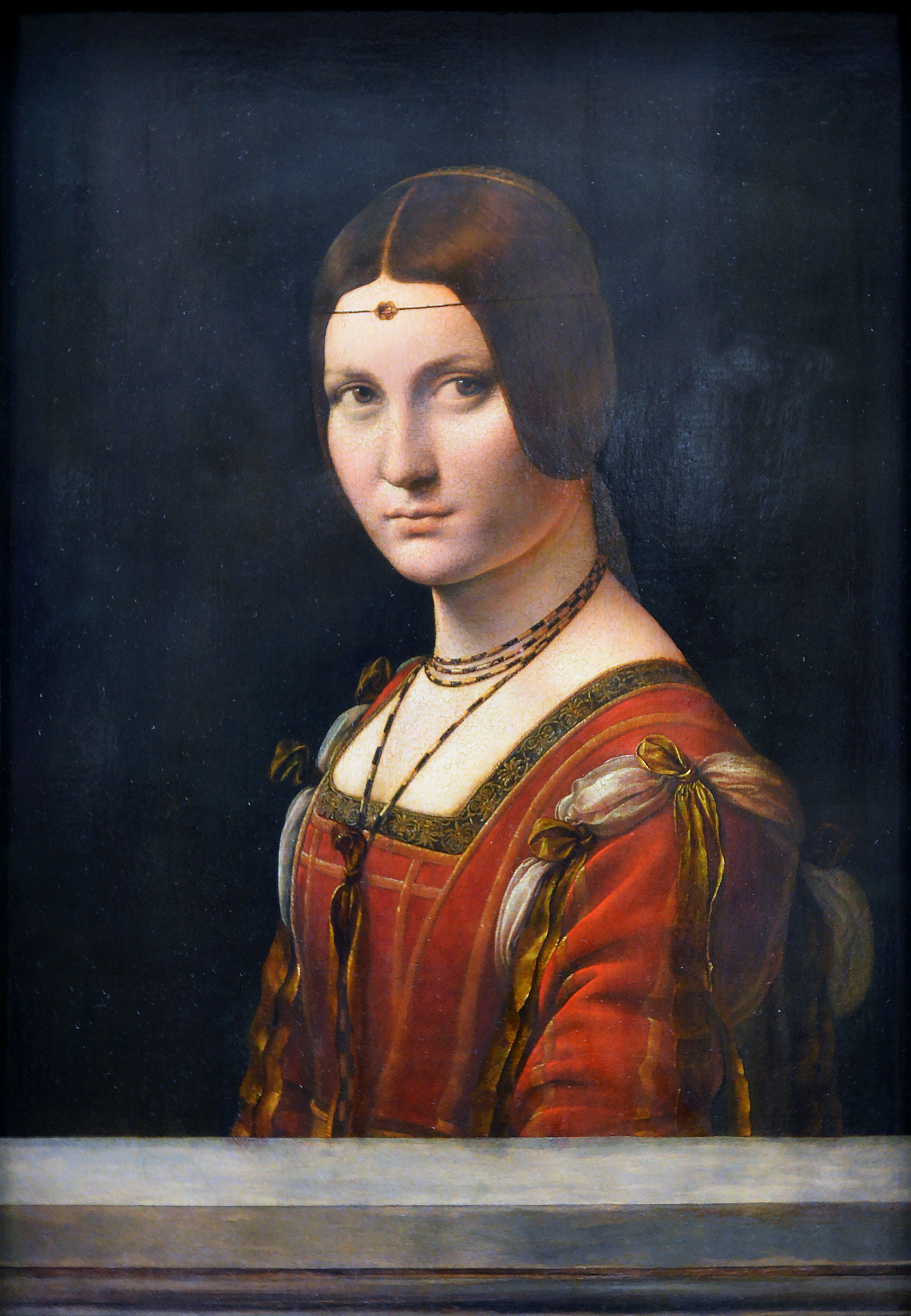
La Belle Ferronnière di Leonardo da Vinci, ritenuto da molti un ritratto di Lucrezia Crivelli

- Lucrezia Crivelli, dama di compagnia di Beatrice d'Este, duchessa consorte di Milano e amante di Ludovico il Moro, duca di Milano. Fu madre di Giovanni Paolo I Sforza.
- Maria Luisa di Savoia, confidente di Maria Antonietta e Sovrintendente della Casa della Regina, rango più alto possibile. Rifiutò di giurare odio alla monarchia in caduta e fu assassinata durante i massacri di settembre.
- Gabrielle de Polastron, comtesse de Polignac, cortigiana preferita della suddetta regina e membro più influente della Casa della Regina. Divenne molto impopolare e fuggì in Svizzera dopo lo scoppio della rivoluzione francese nel 1789.
- Lady Mary Boleyn, sorella della più famosa Anna e amante di re Enrico VIII durante il decennio del 1520.
- Quattro delle mogli di Enrico VIII furono dame di compagnia: Anna Bolena, Jane Seymour e Catherine Howard erano infatti tutte dame di compagnia di colei che l'aveva preceduta come regina. La sua sesta moglie, Catherine Parr, era dama di compagnia di sua figlia Maria.
- Jane Parker, Lady Rochford, cognata di Anna Bolena, seconda moglie di Enrico, dama di compagnia di Caterina d'Aragona, Anna Bolena, Jane Seymour, Anna di Clèves e Catherine Howard, fu giustiziata con Catherine Howard nella Torre di Londra.
- Jane Dormer in seguito duchessa di Feria, cattolica devota e dama di compagnia della regina Maria I d'Inghilterra.
- Lady Katherine Ashley, governante e devota dama di compagnia di Elisabetta I d'Inghilterra.
- Lettice Knollys, contessa di Essex e Leicester, dama di compagnia di Elisabetta I d'Inghilterra; sposò Robert Dudley, I conte di Leicester, il grande favorito della regina e fu per questo bandita dalla corte. Madre di Robert Devereux, II conte d'Essex, che tentò un colpo di Stato e fu giustiziato per tradimento.